# Лайзенски албатрос
Лайзенският албатрос (Phoebastria immutabilis) е вид птица от семейство Албатросови (Diomedeidae). Видът е почти застрашен от изчезване. Той е сред най-потърпевшите от ефектите, които има Голямото тихоокеанско сметище върху дивата природа.

## Разпространение и местообитание
Разпространен е в Канада, Малки далечни острови на САЩ, Маршалови острови, Мексико, Микронезия, Русия, САЩ, Северни Мариански острови и Япония.